# Aliatypus torridus
Aliatypus torridus är en spindelart som beskrevs av Coyle 1974. Aliatypus torridus ingår i släktet Aliatypus och familjen Antrodiaetidae. Inga underarter finns listade i Catalogue of Life.

## Bildgalleri

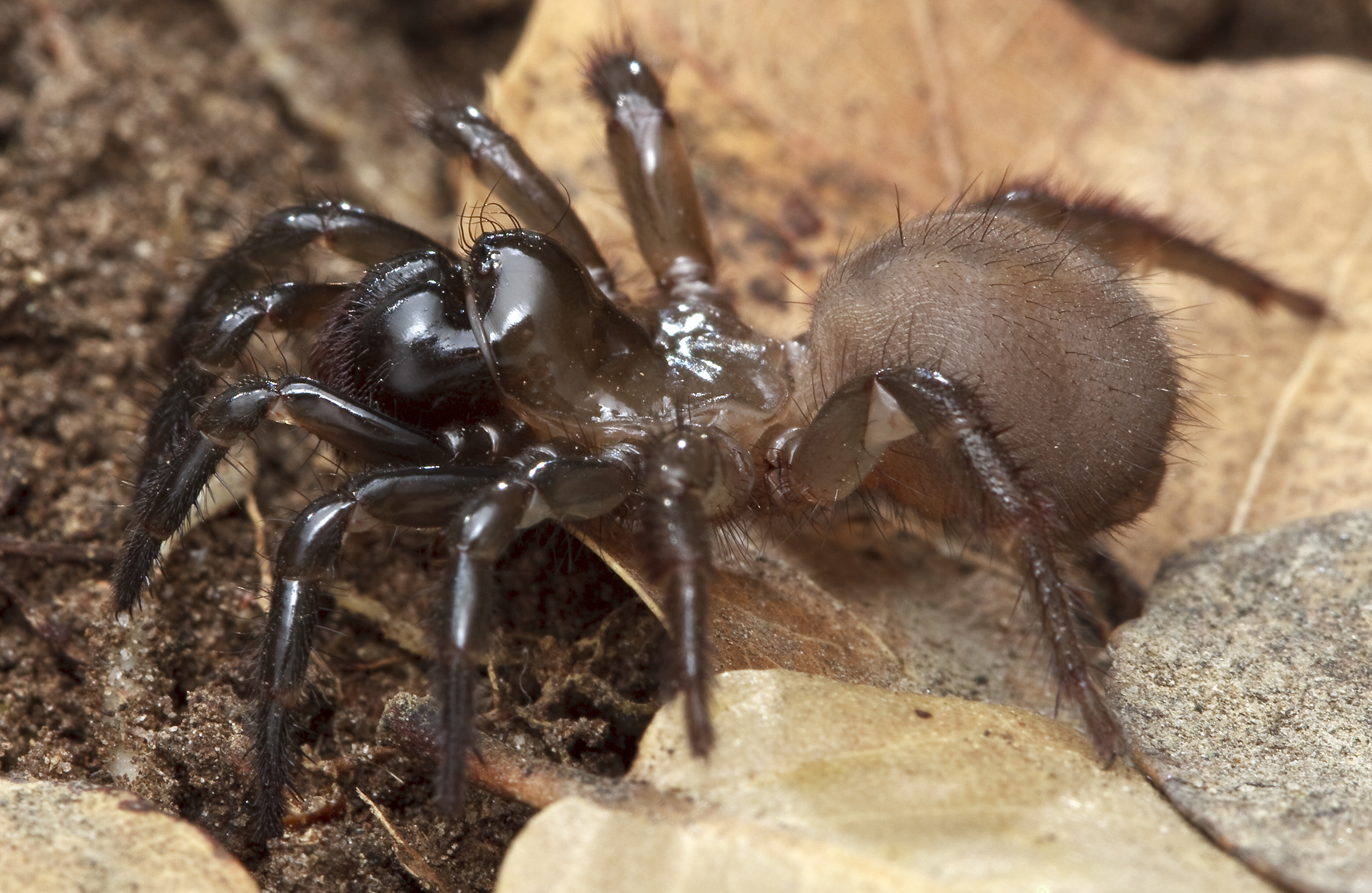